# Marco Schulz
Marco Ronald Karl-Heinz Schulz (* 27. Juli 1993 in Mecklenburg-Vorpommern) ist ein deutscher Politiker (AfD) und seit 2020 Mitglied der Hamburgischen Bürgerschaft.

## Leben
Nach dem Abitur in Mecklenburg-Vorpommern war Schulz seit 2012 bei der Bundeswehr, zuletzt als Offizier. Er zog 2014 nach Hamburg und studierte Bildungs- und Erziehungswissenschaften an der Helmut-Schmidt-Universität. Schulz ist Beisitzer im AfD-Bezirksverband Wandsbek. Sein Studium schloss er 2019 mit einem Master of Arts ab. Er ist seit 2019 Mitglied der Bezirksversammlung Wandsbek. Im August 2019 fiel Schulz bei der Wahl für einen Ausschussvorsitz in der Bezirksversammlung durch. Zum Verhängnis wurden ihm dabei Aussagen, die er zu seiner Zeit in der Jungen Alternative getätigt hatte. Zudem übt er ein Doppelmandat aus und ist seit 2020 Mitglied der Hamburgischen Bürgerschaft. Für dieses Doppelmandat wurde Schulz bereits im Mai 2020 öffentlich kritisiert. Mit Annahme seines Bürgerschaftsmandats am 18. März 2020 ist Schulz vom Dienst bei der Bundeswehr freigestellt. Im September 2020 fiel Schulz bei der Wahl zum Vorsitzenden des Regionalausschusses Kerngebiet durch. Bei der Wahl entfiel nur eine Stimme auf ihn. Gemeinsam mit Krzysztof Walczak war Schulz Co-Vorsitzender der Hamburger AfD-Jugendorganisation. Beide verließen diese, nachdem sie keine Mehrheit mehr erzielen konnten. In einem Pinkstinks-Videobeitrag zur Bundestagswahl 2017 sprach sich Schulz gegen die Aufnahme der Begrifflichkeit „sexuellen Identität“ als schützenswertes Gut ins Grundgesetz aus. Seiner Meinung nach bestünde dadurch eine juristische Gefahr, welche zur Legalisierung von Pädophilie und Sodomie führten könnte.
Im September 2022 sorgte Schulz erneut für Aufsehen durch die offene Zurschaustellung seiner Ansicht, Abgeordnete wie er seien die Offiziere der Partei, deren Entscheidungen von den einfachen Mitgliedern kritiklos zu akzeptieren seien. Ihm zufolge müssten „[...] die Reihen fest geschlossen werden [...]“
Nach den Bezirkswahlen 2024 und der Bürgerschaftswahl 2025 behält Schulz, wie auch Thomas Reich, weiterhin sein Doppelmandat.